# Cyclocephala mecynotarsis
Cyclocephala mecynotarsis är en skalbaggsart som beskrevs av Höhne 1923. Cyclocephala mecynotarsis ingår i släktet Cyclocephala och familjen Dynastidae. Inga underarter finns listade i Catalogue of Life.